# Irena Zarzycka
Irena Zarzycka (z domu Hoeck) (ur. 5 maja 1900 w Pabianicach, zm. 26 maja 1993 w Ożarowie Mazowieckim) – polska pisarka, autorka popularnych romansów.

## Życiorys
Urodziła się w Pabianicach jako córka Ludwika Haecka urzędnika kolejowego i jego żony Józefy z domu Jasieńska. W 1920 ukończyła szkołę średnią w Pabianicach, a w latach 1920–1925 studiowała humanistykę na Wolnej Wszechnicy Polskiej. Młodość spędzoną w Pabianicach opisała w autobiografii Panna Irka. Jej powieści przed wojną były bestsellerami – np. debiutancka Dzikuska miała do 1939 siedem wydań i została zekranizowana.
W 1924 wyszła za mąż za Mieczysława Zarzyckiego, kartografa w Wojskowym Instytucie Kartograficznym.
W czasie II wojny światowej jej mąż był ofiarą zbrodni katyńskiej zamordowany w Charkowie, a syn zmarł na tyfus w obozie koncentracyjnym w Majdanku. Po tych doświadczeniach przestała tworzyć. W okresie 1945–1953 pracowała jako nauczycielka w Ołtarzewie i Ożarowie Mazowieckim. Następnie pracowała w Pruszkowie w Powiatowej Radzie Narodowej i prowadziła bibliotekę powiatową. Została odznaczona Złotym Krzyżem Zasługi. Zmarła w wieku 93 lat i pochowana została na Cmentarzu Żbikowskim w Pruszkowie.
Wszystkie jej utwory w 1951 objęto zapisem cenzury w Polsce, ze skutkiem natychmiastowego wycofania z bibliotek. Pierwsze powojenne wydanie jej powieści Dzikuska ukazało się dopiero w 1988 roku.

## Upamiętnienie
Uchwałą Rady Miejskiej LXXII/665/23 Ożarowa Mazowieckiego Biblioteka Publiczna w Ożarowie Mazowieckim otrzymała imię Ireny Zarzyckiej.

## Twórczość
| - Dzikuska (1927) - Jawnogrzesznica (1928) - Ślubne pantofelki (1928) - Okruch zaklętego zwierciadła (1929) - Chłopiec z dalekiej ojczyzny (1929) - Kwiat jabłoni (1929) - Córka wichru (1930) - Panna Irka (1930) - Kłamstwo (1931) | - Tabor (1931) - Królewski lot (1933) - Wieczna młodość (1933) - Wschody i zachody (1934) - Pod wiatr (1934) - Pałac śród gór (1935) - Muszla (1935) - Samotnicy (1937) - Sześć bajek wybranych (1946), zbiór wierszy dla dzieci |